# Beg for Mercy
Beg for Mercy— дебютний студійний альбом американського реп-гурту G-Unit, що вийшов 14 листопада 2003 р. на лейблах Interscope і G-Unit Records за 10 місяців після Get Rich or Die Tryin' 50 Cent.

## Загальні відомості
«Я просував G-Unit навіть до того, як сам підписав контракт. Усю музику з мікстейпів видавали під брендом „50 Cent та G-Unit“», — говорить Фіфті.
На час запису Тоні Єйо відбував ув'язнення за звинуваченням у незаконному зберіганні зброї, тож він присутній лише на 2 піснях: «Groupie Love», «I Smell Pussy». Його зображення можна помітити на цегляній стіні з обкладинки платівки. The Game увійшов до гурту наприкінці 2003, тому він не був задіяний у промоції релізу. Разом з тим він знявся у камео відеокліпів «Stunt 101», «Wanna Get to Know You» і «Poppin' Them Thangs». В останній композиції Young Buck згадує виконавця у рядку: «You ain't no Crip like Snoop you ain't no Blood like Game».
Виконавчий продюсер: 50 Cent. Виконавчий співпродюсер: Sha Money XL.

## Продаж і сертифікації
Результат за перший тиждень: 377 тис., 3-тя сходинка після саундтреку стрічки «Тупак: Воскресіння» (430 тис.), платівки Jay-Z The Black Album (463 263). Beg for Mercy видали раніше, щоб побороти піратство, відмовившись від початкової дати 18 листопада. Результат за другий тиждень: 327 тис. (2-ге місце Billboard 200), за третій: 193 тис.
Наразі наклад становить 2 млн у США й понад 3 млн копій в усьому світі. RIAA сертифікувала альбом двічі платиновим.

## Список пісень
| №  | Назва                                                                     | Продюсер(и)                      | Тривалість | Семпли                                                                                  |
| -- | ------------------------------------------------------------------------- | -------------------------------- | ---------- | --------------------------------------------------------------------------------------- |
| 1  | «G-Unit» (Young Buck, 50 Cent, Lloyd Banks)                               | Hi-Tek                           | 3:29       | «Million Dollars» у вик. Triumvirat                                                     |
| 2  | «Poppin' Them Thangs» (50 Cent, Lloyd Banks, Young Buck)                  | Dr. Dre, Scott Storch            | 4:01       |                                                                                         |
| 3  | «My Buddy» (Lloyd Banks, 50 Cent, Young Buck)                             | Thayod Ausar, Eminem, Luis Resto | 3:44       | «Agony or Ecstacy» у вик. Енніо Морріконе, аудіофраґменти з фільму «Обличчя зі шрамом»  |
| 4  | «I'm So Hood» (50 Cent)                                                   | DJ Twins, Eminem, Luis Resto     | 2:26       |                                                                                         |
| 5  | «Stunt 101» (50 Cent, Lloyd Banks, Young Buck)                            | Denaun Porter                    | 3:52       |                                                                                         |
| 6  | «Wanna Get to Know You» (Young Buck, Lloyd Banks, 50 Cent з участю Joe)   | Red Spyda                        | 4:25       | «Come Live with Me Angel» у вик. Марвіна Ґея                                            |
| 7  | «Groupie Love» (50 Cent, Tony Yayo, Lloyd Banks з участю Butch Cassidy)   | Dirty Swift, Bruce Waynne        | 4:14       | «Simply Beautiful» у вик. Ела Ґріна                                                     |
| 8  | «Betta Ask Somebody» (Lloyd Banks, Young Buck, 50 Cent)                   | Jake One, Fusion Unltd.          | 3:53       | «Blue Leopard» у вик. П'єра-Алена Даана                                                 |
| 9  | «Footprints» (Young Buck, 50 Cent)                                        | Nottz                            | 4:21       | «Walk with Me» у вик. Марти Бесс                                                        |
| 10 | «Eye for Eye» (Lloyd Banks, Young Buck, 50 Cent)                          | Hi-Tek                           | 3:56       | «Hello Love» у вик. Ідена Рескіна                                                       |
| 11 | «Smile» (Lloyd Banks, 50 Cent)                                            | No I.D.                          | 3:38       | «I Too Am Wanting» у вик. Syreeta                                                       |
| 12 | «Baby U Got» (50 Cent, Young Buck, Lloyd Banks)                           | Megahertz                        | 4:04       |                                                                                         |
| 13 | «Salute U» (Young Buck, Lloyd Banks)                                      | 7th EMP                          | 3:00       | «Бранденбурзький концерт № 1 фа мажор (Allego Moderato)» у вик. Йоганна Себастьяна Баха |
| 14 | «Beg for Mercy» (50 Cent, Young Buck, Lloyd Banks)                        | Sha Money XL, Big-Toni           | 2:39       | «Back Down» у вик. 50 Cent                                                              |
| 15 | «G'd Up» (50 Cent, Lloyd Banks, Young Buck)                               | Dr. Dre, Scott Storch            | 4:47       |                                                                                         |
| 16 | «Lay You Down» (50 Cent, Young Buck, Lloyd Banks)                         | DJ Khalil                        | 4:03       | «Doctor Marvello» у вик. Klaatu                                                         |
| 17 | «Gangsta Shit» (50 Cent, Young Buck, Lloyd Banks)                         | Needlz                           | 4:12       |                                                                                         |
| 18 | «I Smell Pussy» (Lloyd Banks, Tony Yayo, 50 Cent)                         | Sam Sneed                        | 3:58       | «The Greatest Sex» у вик. R. Kelly                                                      |
| 19 | «'Till I Collapse (Freestyle)» (50 Cent; бонус-трек британського видання) | Eminem                           | 1:38       |                                                                                         |